# Paradoks grawitacyjny
Paradoks grawitacyjny – paradoks występujący w statycznym modelu Wszechświata, postrzeganym wyłącznie przez pryzmat fizyki newtonowskiej.
Był znany już Newtonowi i dyskutowany w korespondencji z Bentleyem.
Rozpatrywany był przez królewskiego astronoma, Hugona Seeligera i matematyka Karola Neumanna. W latach od 1894 do 1896 publikowali oni swoje rozważania nad sprzecznościami występującymi w newtonowskich modelach kosmologicznych. Z rozważań wynikało, że jeśli Wszechświat byłby skończony, to po dostatecznie długim czasie powinien się zapaść w jedno miejsce: środek masy wszystkich gwiazd. Z kolei w nieskończonym i jednorodnym, statycznym Kosmosie mielibyśmy do czynienia z paradoksem, który obrazuje poniższy eksperyment myślowy:
Rozpatrzmy zależność, w której siła grawitacji maleje odwrotnie proporcjonalnie do kwadratu odległości, a Kosmos jest nieskończony i ma nieskończoną ilość jednorodnie rozmieszczonych gwiazd. Wybierzmy dowolny punkt A, odległy od Ziemi o r i wyobraźmy sobie kulę o promieniu r  i o środku w tamtym wybranym punkcie. Dla r dostatecznie dużego, miliardy gwiazd, które znalazły się we wnętrzu tej kuli przyciągałyby Ziemię z siłą proporcjonalną do trzeciej potęgi r, a wynikającą z masy kuli i odwrotnie proporcjonalną do kwadratu r, co jest wynikiem działania prawa Newtona. Gwiazdy znajdujące się poza wybraną kulą działałyby na Ziemię z siłą wzajemnie się równoważącą. W wyniku tego, łączna siła działająca na Ziemię skierowana ku wybranemu punktowi miałaby wartość proporcjonalną do r. Jeżeli teraz wybierzemy inny punkt B (w kierunku innym, niż punkt A), odległy od Ziemi o 2r, to otrzymana z analogicznych rozważań wtedy siła byłaby dwa razy większa od poprzedniej i działająca w innym kierunku.
Powyższe rozumowanie dowodzi sprzeczności przyjętych założeń. Zatem albo prawo powszechnego ciążenia, sformułowane przez Newtona jest błędne, albo przyjęty model kosmologiczny, zakładający jednorodny, statyczny rozkład masy we Wszechświecie i jego nieskończoność jest błędny. Korzystając z wyników ogólnej teorii względności uważa się, iż tym błędnym założeniem jest statyczność Wszechświata.